# Gott, du kannst ein Arsch sein!
Gott, du kannst ein Arsch sein! ist ein deutsches Filmdrama aus dem Jahr 2020. Es basiert auf dem gleichnamigen Roman von Frank Pape aus dem Jahr 2015, in dem dieser das Schicksal seiner Tochter Stefanie Pape schilderte.

## Handlung
Wenige Tage nach ihrer Realschulabschlussfeier erfährt die 16-jährige Steffi, dass sie unheilbar an Krebs erkrankt ist. Ihre Eltern reagieren hilflos und verbieten ihr die Teilnahme an der Schulabschlussreise nach Paris. Deshalb brennt sie mit dem Stuntartisten Steve durch und fährt mit ihm im Pick-Up ihres Vaters in Richtung Paris. Ihre Eltern folgen ihr.

## Hintergrund
Der Film wurde bis Oktober 2019 in Nordrhein-Westfalen, Bayern und Frankreich gedreht. Er beruht auf einer wahren Begebenheit. Der Film kam am 1. Oktober 2020 in die deutschen Kinos.
Seine Free-TV-Premiere hatte der Film am 20. Januar 2022 auf RTL Television. Er erreichte 1,60 Millionen Zuschauer ab drei Jahren.
Die Filmmusik komponierte Michael Regner. Eingespielt wurde sie vom Filmorchester Babelsberg. Am Beginn des Abspanns ist Clueso mit einer Variation des Liedes Wenn ein Mensch lebt zu hören.

## Kritiken
Filmstarts.de resümierte, der Film feiere „trotz seines tragischen Themas mit aller Kraft das Leben. So richtig berührend wird das aber erst im Finale.“
„Alles deutet auf eines jener Teenager-Sterbedramen hin, wie sie seit dem Erfolg von Das Schicksal ist ein mieser Verräter aus dem Boden schießen“, vermutet kino-zeit.de und resümiert schließlich, dass es sich der Film zu leicht mache, indem „der unausweichliche Tod stets im Mittelpunkt steht, […] bis zum Schluss“ jedoch nicht sichtbar sei. Der „Roadtrip an sich […] läuft nicht immer rund“ und „vor allem Schweiger zeigt einmal mehr, wie limitiert seine Fähigkeiten im dramatischen Fach sind. Den durch die Diagnose in seinem Glauben erschütterten Pastor, den Schweiger hier mimt, nimmt man ihm bis zum Schluss nicht ab.“
epd-film.de urteilte, Regisseur André Erkau schaffe „eine Menge sinnlicher Momente von Freiheit und Abenteuer, die im deutschen Kino noch immer kostbar sind“.